# Салижан Шарипов
Салижан Шакирович Шарипов е киргизки космонавт, Герой на Русия, Герой на Киргизия, извършил два полета в космоса.

## Биография
Роден е на 24 август 1964 г. в Узген. Ошка област, Киргизка ССР, (днес Киргизия). През 1981 г. завършил средно образование и кандидатствал в Оренбургското авиационно училище, но не бил приет. През 1982 г. завършил професионално-техническо училище в гр. Андижан Узбекской ССР, специалност „счетоводител“.
През същата година е призован за отбиване на срочната си служба в Съветската армия, служил в техническо подразделение на авиационен полк в Приморския край. От армията постъпва в Харковското висше военноавиационно училище за летци „С. Грицевц“. След завършването му през 1987 г. служи като летец-инструктор в 716-и учебен авиационен полк на ВВС в Средноазиатския военен окръг. Има общ нальот на самолети от различни типове около 950часа.
През 1990 г. е избран в отряда на съветските космонавти (1990 - Група ВВС № 11) на Центъра за подготовка на космонавти „Ю. Гагарин“ (ЦПК). Минава пълния курс по подготовка за полети на космическите кораби серия Союз ТМ и орбиталната станция „Мир“ като командир на кораба. Без откъсване от работата в ЦПК през 1994 г. завършва Московски държавен университет, специалност „Картография“.

## Космически полети
През лятото на 1997 г. пристига в САЩ за подготовка за полети на борда на американската совалка Спейс шатъл. От 23 до 31 януари 1998 г. извършва космически полет като специалист на полета с космическия кораб „Индевър“, мисия STS-89 с продължителност 8 денонощия 19 часа 46 минути 54 секунди. По време на полета е осъществено скачване с руския орбитален комплекс „Мир“.
Втория си космически полет извършва като командир на космическия кораб „Союз ТМА-5“ и бординженера на 10-а основна експедиция на Международната космическа станция от 14 октомври 2004 г. до 25 април 2005 г. По време на полета извършва 2 излизания в открития космос.

## След космоса
От октомври 2005 до май 2006 г. е представител на ЦПК в Космическия център „Линдън Джонсън“ в Хюстън, САЩ. От ноември 2006 г. е заместник командир на отряда космонавти на ЦПК. Назначен е за командир на дублиращите екипажи на корабите „Союз ТМ-29“ и „Союз ТМ-30“. През юли 2008 г. е освободен от длъжността и изваден от състава на отряда космонавти и назначен за началник на отдел в Първо управление на ЦПК.
За успешното изпълнение на космическите полети е удостоен с високи правителствени награди на Русия, Киргизия, Узбекистан и Таджикистан.
Женен. Има син и дъщеря. Обича да играе футбол и да чете.

## Награди
- Герой на Русия (указ от 13 септември 2005)
- Герой на Киргизката република с връчен орден „Ак шумкар“ (указ от 3 февруари 1998)
- Орден „Буюк хизматлари учун“ („За изключителни заслуги“) (Узбекистан, указ от 29 април 1999)
- Орден „Амир Тимур“ (Узбекистан)
- Медал „За космически полет“ (на НАСА, връчен през 1998)